# The Trial (Angel)
The Trial, conocido en América Latina como La Gran Prueba y en España como La Prueba. Es el noveno episodio de la segunda temporada de la serie de televisión estadounidense Ángel, escrito por Jim Kouf y dirigido por David Grossman. El episodio se estrenó originalmente el 28 de noviembre del año 2000 por la WB Network. En este episodio, Ángel y su equipo se enteran de que Darla está agonizando de sífilis, y para ayudarla, el vampiro hace todo lo posible por rescatarla sin convertirla en una vampiresa.   

## Argumento
En el Hyperion, Cordelia y Wesley están discutiendo sobre la obsesión de Ángel con Darla, hasta que el vampiro sale del sótano para comentarles que está en un proceso para dejar de pensar en su creadora. De repente, llega Gunn al hotel con la nueva dirección de Darla, y Angel se marcha con él para intentar rescatarla. 
Darla es encontrada en su habitación de un motel por Lindsey, quien la lleva hasta las instalaciones de Wolfram&Hart donde Holland le comenta que no tiene la intención de retenerla contra su voluntad y le revela que la sífilis que casi la mata hace 400 años se ha reactivado.  
Darla entonces comienza a recordar otra escena de su pasado con su adorado Ángelus: en 1765, en Francia, Angelus y Darla están huyendo de un reconocido cazavampiros llamado Daniel Holtz. Los vampiros se refugian en un granero donde esperan hacer el amor, pero el lugar es atacado por los sirvientes del cazador. Una desesperada Darla por no morir, abandona a Ángelus en el ahora en llamas granero, con tal de salvar su propia vida. 
En el presente, Darla manipula a un vampiro de los 90's para que la cree como un vampiro. El proceso es interrumpido por Ángel, quien rehúsa permitir que se convierta de nuevo en un demonio. Darla entonces le comenta que se está muriendo de sífilis. Al escuchar la declaración de su ex creadora, Ángel rehúsa creerle y la lleva al Hyperion. Acto seguido, se dirige al departamento de Lindsey, quien lo invita a pasar y le revela que la sífilis de Darla es real. Lindsey le comenta a Ángel que ama a Darla y que la única forma de salvarla es engendrarla como un vampiro.    
Ángel lleva a Darla al cantabar Caritas para que el anfitrión vea el futuro de la misma. El anfitrión le da una dirección a Ángel, en la cual según el mismo, se encuentra la clave para salvar a Darla. En el lugar de la dirección, Ángel salta a una piscina vacía como parte de "una prueba", y como respuesta, es recibido por un maestro de ceremonia, quien le comenta que salvará a Darla con la condición de que pase todas sus pruebas.    
Llevándose la chaqueta, la camisa, los zapatos y los calcetines de Ángel, el maestro de ceremonias pone a prueba al vampiro. La primera prueba consiste en salir de la habitación, pero, con la desventaja de enfrentarse a un demonio que se regenera. Ángel pasa la prueba al partir en dos al demonio y separar ambas partes para prevenir la regeneración. En la segunda prueba, Ángel debe cruzar por un pasillo lleno en su totalidad de cruces, y tomar una llave de un bebedero lleno de agua bendita. Ángel cruza y sale del pasillo, quedando muy malherido. Para la tercera y última prueba Ángel debe morir para poder salvar a Darla. Sin titubear ni por un momento, el vampiro acepta morir al recibir miles de veces el ataque de varias estacas de madera.  
Para sorpresa de Darla y del propio vampiro, Ángel aparece ante Darla victorioso de las pruebas y vivo. El maestro de ceremonias les explica que la tercera prueba consiste en aceptar la muerte pero sin morir en realidad. Ángel exige que Darla tenga su segunda oportunidad de vivir, pero el Maestro de ceremonias se niega al descubrir que Darla fue resucitada y que por lo tanto ya está viviendo su segunda oportunidad. 
Un enfurecido Ángel destroza parte del templo y se retira con Darla hasta el departamento de la misma. En la habitación Darla consuela a Ángel, explicándole que quizá su resurrección se realizó para tener la oportunidad de morir como estaba destinada antes de ser una vampira. Ángel parece comprender y le comenta que no se separará de ella. Al departamento llegan unos hombres armados dirigidos por Lindsey, quienes retienen contra su voluntad a Darla y obligan a Ángel a contemplar como Darla es engendrada como vampira de nuevo por manos de la mismísima Drusilla. 

## Elenco
- David Boreanaz como Ángel.
- Charisma Carpenter como Cordelia Chase.
- Alexis Denisof como Wesley Wyndam Pryce.
- J. Agust Richards como Charles Gunn.

## Producción
El diseñador de producción Stuart Blatt comentó: "El enorme pasillo con cruces en el piso y sujetas a las paredes fue uno de mis sets favoritos que hayamos construido."
El nombre de Juliet Landau se mantuvo en secreto hasta los créditos finales, para hacer de su aparición una sorpresa.

### Actuación
La actriz Julie Benz dice que sufrió de "un horrible miedo escénico" al intentar cantar. El productor ejecutivo David Greenwalt la convenció de hacerlo, y ella comentó: "me tomo mucho valor hacerlo, porque no soy una cantante."

## Continuidad
- Holtz es mencionado por primera vez en la serie, el principal antagonista de la tercera temporada.
- Darla disfruta de una flor Jasmine, haciendo referencia a los eventos de la cuarta temporada.
- Darla se convierte en vampiro de nuevo.
- Drusilla viene a Los Ángeles.
- Ángel le menciona a Wesley que la última vez que lo ayudó lo envió con un swami que era un impostor (Guise Will Be Guise).
- Cuando Ángel ataca a Lindsey, este le comenta sarcásticamente; "Tienes que estrangularme para sacarme información?" (Darla).